# ماسيمو داليما
ماسيمو داليما (بالإيطالية: Massimo D'Alema) من مواليد 20 أبريل 1949 و هو سياسي إيطالي. هو أيضاً صحفي و أمين سابق للحزب الديمقراطي اليساري. كان رئيس الوزراء السابع والسبعين للبلاد 1998-2000 و بعد ذلك كان نائب رئيس الوزراء ووزير الخارجية 2006-2008.

## وصلات خارجية
- ماسيمو داليما على موقع الموسوعة البريطانية (الإنجليزية)
- ماسيمو داليما على موقع مونزينجر (الألمانية)

- الموقع الرسمي